# Parafia Chrystusa Króla w Strzelcach Małych
Parafia Chrystusa Króla w Strzelcach Małych – parafia rzymskokatolicka w Strzelcach Małych. Należy do Dekanatu Kodrąb archidiecezji częstochowskiej. Została utworzona w 1951 roku. Parafię prowadzą księża archidiecezjalni.

## Historia
Parafię erygował biskup Zdzisław Goliński 5 listopada 1951 roku wydzielając jej teren z parafii w Chełmie. Jednak już wcześniej, 5 sierpnia 1939 roku biskup Teodor Kubina na skutek zapisu testamentowego ks. Władysława Tomalki zapewniającego beneficjum dla duszpasterza, ustanowił tu ekspozyturę. Początkowo, do 1948 roku, miejscem kultu była remiza strażacka, w której odprawiano nabożeństwa. Budowy kościoła, według projektu arch. Jana Olearskiego, na murach spalonego folwarku, podjął się w latach 1946–1948 ks. Antoni Sztajno. Świątynię poświęcił rytem zwykłym pierwszy biskup częstochowski Teodor Kubina 28 października 1948 roku, a uroczystym (konsekrował) biskup Stanisław Czajka 12 maja 1958 roku. Staraniem ks. Stanisława Kotyla uzupełniono sakralny wyraz architektoniczny obiektu wznosząc w 2004 roku wieżę kościelną (poświęconą 2 lipca 2005 roku przez arcybiskupa Stanisława Nowaka). W ostatniej dekadzie do najważniejszych prac przeprowadzonych w kościele należą m.in.: założenie 15 witraży w oknach oraz instalacja ogrzewania pod ławkami. W 2000 roku została wybudowana mała kapliczka na cmentarzu parafialnym. Natomiast do kaplicy znajdującej się w Ochotniku w szkole zakupiono 2 konfesjonały i odnowioną Drogę Krzyżową.

## Zasięg parafii
Do parafii należą wierni z miejscowości: Będzyn, Jaskółki, Konstantynów, Krery, Masłowice, Ochotnik, Sokołówka, Strzelce Małe.

## Lista proboszczów
- ks. Józef Kępka (1939–1943)
- ks. Marian Sztuka (1943–1946)
- ks. Antoni Sztajno (1946–1989)
- ks. Eugeniusz Sikorski (1989–1992)
- ks. Adam Sołtysiak (1992–1997)
- ks. Stanisław Andrzej Kotyl (1997–2008)
- ks. Kazimierz Henryk Krzeszowski (2008–2023)
- ks. Piotr Okulski (od 2023)